# ماريا أولسن
ماريا أولسن (بالإنجليزية: Maria Olsen)‏ (من مواليد 1966) هي منتجة و ممثلة أفلام من جنوب أفريقيا تشتهر بأدوارها العديدة في أفلام الرعب. وتشمل Paranormal Activity 3 ، و The Lords of Salem و Gore Orphanage وStarry Eyes. وتشمل أدوار غير الرعب Percy Jackson & the Olympians: The Lightning Thief·

## المسيرة المهنية
ظهرت ماريا اولسن في أكثر من 100 دور منذ عام 2005. العديد من هذه الأدوار كانت مشاركات ليست بارزة، وهذا سمح لها بالعمل على مشاريع أكثر من الممثلين الذين يركزون في المقام الأول على الأدوار القيادية. وتقول إن أدوارها المفضلة كانت في African Gothic و Percy Jackson و Die-ner (Get It?) و The Haunting of Whaley House، و Live-In Fear ،الذي كان أول فيلم أنتجته.·
في عام 2011، أسست شركة الإنتاج MOnsterworks66 ·

## السيرة الذاتية
ولدت أولسن في 22 يوليو 1966، في إيست لندن في جنوب أفريقيا. جاءت إلى أمريكا في يناير 2005. هواياتها تشمل القراءة والحياكة.

## وصلات خارجية
- ماريا أولسن على موقع IMDb (الإنجليزية)
- ماريا أولسن على موقع قاعدة بيانات الفيلم (الإنجليزية)